# 삼성 갤럭시 노트 10.1
삼성 갤럭시 노트 10.1(Samsung GALAXY Note 10.1)는 삼성전자가 제조/판매하는 안드로이드 태블릿 컴퓨터이다.
2012년 2월 27일 모바일 월드 콩그레스 2012에서 최초로 발표하여 성능 및 디자인 수정을 거쳐 2012년 7월 대한민국에서 기업을 대상으로 먼저 시범판매를 한 다음, 와이파이 모델과 3G 모델은 2012년 8월 6일, LTE 모델은 2012년 9월에 출시하였다.

## S 펜
S 펜은 전작인 갤럭시 노트의 S 펜보다 개선된 인체공학적인 디자인을 갖추고 있으며, 1,024단계로 필압을 감지하여 보다 섬세한 사용이 가능하다.
펜촉은 교환할 수 있으며, 고무재질의 펜촉과 플라스틱재질의 펜촉이 제공된다.

## 키보드
가상 키보드가 있으나 블루투스 키보드를 연결해 사용할 수 있다.

## 색상
- 세라믹 화이트
- 딥 그레이
- 가넷 레드

## 운영 체제/소프트웨어

### 안드로이드 4.0 아이스크림 샌드위치
N8000과 N8010 모델은 안드로이드 OS 4.0.4 아이스크림 샌드위치를 탑재하여 출시했다.

#### 특수 기능
- S 노트 : S 펜을 통한 다양한 노트 필기를 비롯하여, 디자인, 수식인식, 문자인식, 도형인식 등을 할 수 있다.

- 스마트 스테이 : 사용자의 눈동자와 얼굴을 앞면 카메라를 통해 인식하여 사용 중일 때에는 디스플레이가 꺼지지 않도록 유지해준다.

- 멀티 윈도우 : 이전 버튼을 오래 누르면 2개의 프로그램을 동시에 작동시켜준다.

- 팝업 플레이 : 동영상을 작은 팝업창 형태로 재생하는 기능으로, 동영상이 팝업창 형태로 떠 있는 동안에는 화면의 일부분만 점유하며, 다른 애플리케이션을 동시에 사용할 수 있다.

### 안드로이드 4.1 젤리빈
N8020 모델은 안드로이드 OS 4.1.1 젤리빈을 탑재하여 출시했다.
2012년 11월 8일 N8000 모델이, 2012년 12월 12일에는 N8010 모델이 안드로이드 4.1.1 젤리빈로의 업그레이드가 시작되었다.
그외에도 다음 사항이 적용되었다.
- S 보이스, 스마트 로테이션, S 펜 키퍼, 에어 뷰, 퀵 커멘드, 이지 클립 등의 기능 추가
- 많은 알림 토글과 새로운 알림창
- 구글 나우 추가
- GPU클럭을 440 MHz에서 533 MHz로 오버클럭

그리고 2013년 1월 16일에는 N8000 모델이, 2013년 1월 23일에는 N8010 모델이 안드로이드 4.1.2 젤리빈로의 업그레이드가 시작되었다.

#### 특수 기능
- S 펜 키퍼 : S 펜을 분리한 상태에서 일정 거리 이상 움직이면 진동과 함께 팝업으로 S 펜의 분리여부를 띄워준다.

- 에어 뷰 : S 펜으로 항목을 디스플레이 근처에 대면 콘텐츠를 보여준다.

- 퀵 커멘드 : S 펜을 이용하여 여러 기능을 빠르게 실행한다.

- 이지 클립 : S 펜을 이용하여 사진을 오려낸다.

- 팝업 노트 : 어느 애플리케이션을 이용하든 S 펜을 뽑으면 S 노트 팝업창이 뜬다.

- 스마트 로테이션 : 중력방향에 의해서 자동회전을 하지 않고 앞면 카메라를 통하여 사용자의 얼굴을 인식하여 자동회전여부를 결정해준다.

- S 보이스 : 대화형 음성제어 시스템으로, 소프트웨어와 자연어 대화를 통해 특정 기능을 작동하여 각종 기능을 실행한다.

### 안드로이드 4.4 킷캣
2014년 5월 29일 N8000 모델, 2014년 6월 26일 N8010/8020 모델(Note 10.1 구버전)에 대한 4.4.4 킷캣에 대한 업그레이드가 시작되었다.

## 같이 보기
- 삼성 갤럭시 탭 2 10.1
- 삼성 갤럭시 노트 II
- 삼성 갤럭시 노트 8.0
- 삼성 갤럭시 S III